# Flyspotter
En flyspotter eller flyentusiast er en person, der indsamler oplysninger og billeder af flyvemaskiner som en hobby. Det vigtigste element i flyspotning er at opleve så mange forskellige og helst sjældne flytyper.
Før i tiden var mange flyspottere kun udstyret med en blok, hvorpå de nedskrev flyenes registreringsnumre. I dag tager de fleste flyspottere flybilleder med digitalkameraer og registrerer hermed deres fund. Mere seriøse 'spottere' bruger desuden en lille radioscanner der kan tunes ind på lufthavnens frekvenser. Dette betyder blandt andet at flyspotteren kan følge med i kommunikationen mellem tårn og pilot. Derved kan flyspotteren tidligt få at vide hvilket fly der er på vej ind til landing.
For de fleste flyspottere gælder det om at 'spotte' sjældne fly men også velkendte typer i sjældne bemalinger er i høj kurs. Nogle entusiaster rejser rundt til lufthavne, gerne i ferier, udelukkende for at blive i destinationens lufthavnsområde og 'spotte' fly.
I København er Flyvergrillen et kendt spotterparadis, men også Kystvejen på Amager er et yndet sted at se på fly. 

## Sofaspottere
"Sofaspottere" er et slangord for flyspottere som spotter fra deres hjem. Det kan de gøre med en radioscanner og en Mode-S radar, som giver dem live radarbilleder fra det omkringliggende luftrum. På den måde, kan de hurtigt finde ud af hvilket fly det var, som kom susende hen over deres hus.